# Kennewick
Kennewick är en stad i Benton County i delstaten Washington i USA. 2010 uppgick invånarna till 73 917 i antalet.

### Fotnoter
1. ↑  ”American FactFinder”. United States Census Bureau. http://factfinder2.census.gov/faces/nav/jsf/pages/index.xhtml. Läst 19 december 2012.